# Gnophos mucidata
Gnophos mucidata là một loài bướm đêm trong họ Geometridae.